# Джерело б/н (Нижній Студений)
Джерело б/н — гідрологічна пам'ятка природи місцевого значення. Об'єкт розташований на території Пилипецької сільської громади Хустського району Закарпатської області, с. Нижній Студений.
Площа — 0,3 га, статус отриманий у 1984 році (Рішення Закарпатського облвиконкому від 23.10.1984 р. № 253).
Охороняється джерело мінеральної води та прилегла територія. Вода вуглекисла, гідрокарбонатно-натрієва. Загальна мінералізація - 3,6 г/л. Використовується для лікування захворювань органів травлення.